# Candice Prévost
Pour les articles homonymes, voir Prévost.
Ne doit pas être confondu avec Peggy Provost.
Candice Prévost est un footballeuse française, née le 24 juin 1983 à Évreux. 
Elle a notamment évolué au poste d'attaquante au Paris Saint-Germain. Candice Prévost compte également 4 sélections en équipe de France de football.  
À l'occasion de la Coupe du monde féminine de football 2011 et 2015, elle est recrutée comme consultante sur la chaîne de télévision Eurosport France. Elle met un terme à sa carrière à l'issue de la saison 2011-2012. Pour la Coupe du monde 2019, elle est consultante sur Canal+.
Elle participe avec Mélina Boetti au projet Little Miss Soccer et elle réalise un documentaire sur le football féminin.

## Statistiques

### En club
| Saison                | Club                  | Championnat           | Championnat | Championnat | Coupe(s) nationale(s) | Coupe(s) nationale(s) | Compétition(s) continentale(s) | Compétition(s) continentale(s) | Compétition(s) continentale(s) | Total | Total |
| Saison                | Club                  | Division              | M.          | B.          | M.                    | B.                    | Comp.                          | M.                             | B.                             | M.    | B.    |
| 2003-2004             | Paris Saint-Germain   | Division 1            | 17          | 2           | 1+                    | 0                     | -                              | -                              | -                              | 18    | 2     |
| 2004-2005             | Paris Saint-Germain   | Division 1            | 20          | 1           | 4                     | 2                     | -                              | -                              | -                              | 24    | 3     |
| 2005-2006             | Paris Saint-Germain   | Division 1            | 21          | 4           | 2                     | 0                     | -                              | -                              | -                              | 23    | 4     |
| 2006-2007             | Paris Saint-Germain   | Division 1            | 21          | 8           | 1                     | 0                     | -                              | -                              | -                              | 22    | 8     |
| 2007-2008             | Paris Saint-Germain   | Division 1            | 20          | 1           | 5                     | 0                     | -                              | -                              | -                              | 25    | 1     |
| 2008-2009             | Paris Saint-Germain   | Division 1            | 22          | 7           | 1                     | 0                     | -                              | -                              | -                              | 23    | 7     |
| 2009-2010             | Paris Saint-Germain   | Division 1            | 10          | 5           | 3                     | 0                     | -                              | -                              | -                              | 13    | 5     |
| 2010-2011             | Paris Saint-Germain   | Division 1            | 17          | 2           | 2                     | 1                     | -                              | -                              | -                              | 19    | 3     |
| 2011-2012             | Paris Saint-Germain   | Division 1            | 11          | 2           | 1                     | 0                     | C1                             | 3                              | 0                              | 15    | 2     |
| Sous-total            | Sous-total            | Sous-total            | 159         | 32          | 20                    | 3                     | -                              | 3                              | 0                              | 182   | 35    |
| Total sur la carrière | Total sur la carrière | Total sur la carrière | 159         | 32          | 20                    | 3                     | -                              | 3                              | 0                              | 182   | 35    |

## Palmarès
Paris Saint-Germain
- Vainqueur du Challenge de France en 2010
- Vice-championne de France en 2011.